# فهرست مراکز آموزشی استان‌های خراسان
فهرستی از دانشگاه‌ها و مراکز آموزش عالی مهم استان‌های خراسان بر پایه شهر و شهرستان.

## خراسان رضوی

### مشهد
- دانشگاه فردوسی مشهد
- دانشکده فنی شهید منتظری مشهد
- دانشگاه مهندسی علوم و فناوریهای نوین گلبهار
- دانشگاه علوم اسلامی رضوی(تربیت قاضی)
- دانشگاه علوم پزشکی مشهد
- دانشگاه آزاد اسلامی واحد مشهد
- آموزشکده فنی و حرفه سماء مشهد
- دانشکده فنی مهندسی ثامن الحجج (ع) مشهد
- دانشکده فنی و حرفه ای دختران الزهرا مشهد
- دانشگاه غیرانتفاعی خیام مشهد
- دانشگاه بین‌المللی امام رضا(ع)
- دانشگاه علمی کاربردی جهاد دانشگاهی مشهد
- دانشگاه علمی کاربردی جهادکشاورزی مشهد
- دانشگاه علمی کاربردی میراث مشهد
- دانشگاه علمی کاربردی مخابرات خراسان رضوی مشهد
- دانشگاه علمی کاربردی فنون وخدمات هوایی مشهد
- دانشگاه علمی کاربردی دادگستری خراسان رضوی
- دانشگاه علمی کاربردی نیروی انتظامی خراسان رضوی
- دانشگاه علمی کاربردی خبرنگاران مشهد
- دانشگاه علمی کاربردی بانک ملت مشهد
- دانشگاه علمی کاربردی مدیریت صنعتی مشهد
- دانشگاه علمی کاربردی فرهنگ وهنر مشهد واحد۱
- دانشگاه علمی کاربردی فرهنگ وهنر مشهد واحد۲
- دانشگاه علمی کاربردی علمی کاربردی صنعت آب و برق خراسان رضوی
- دانشگاه علمی کاربردی مالیاتی مشهد
- دانشگاه علمی کاربردی خانه کارگر مشهد
- دانشگاه علمی کاربردی علمی کاربردی هتلداری و جهانگردی پردیسان
- دانشگاه علمی کاربردی تعاون خراسان رضوی
- دانشگاه علمی کاربردی هلال احمر خراسان رضوی
- دانشگاه علمی کاربردی  حسین
- دانشگاه علمی کاربردی حج و زیارت خراسان رضوی
- دانشگاه علمی کاربردی فراز صنعت آیریا
- دانشگاه علمی کاربردی علمی کاربردی خبر مشهد
- دانشگاه علمی کاربردی شرکت شهرک‌های صنعتی مشهد
- دانشگاه علمی کاربردی پست خراسان رضوی
- دانشگاه علمی کاربردی گروه کارخانجات پارت لاستیک
- دانشگاه علمی کاربردی صنعت آب و برق خراسان رضوی
- دانشگاه علمی کاربردی صنایع و معادن خراسان رضوی
- مؤسسه آموزش عالی خاوران
- موسسه آموزش عالی سلمان
- مؤسسه آموزش عالی خراسان
- مؤسسه آموزش عالی بهار مشهد
- موسسه آموزش عالی آزاد امین
- مؤسسه آموزش عالی اسرار مشهد
- مؤسسه آموزش عالی اقبال لاهوری مشهد
- دانشگاه صنعتی سجاد مشهد
- مؤسسه آموزش عالی فردوس
- مؤسسه آموزش عالی توس
- مرکز آموزش علوم انفورماتیک بین‌الملل
- مؤسسه آموزش عالی خراسان
- مؤسسه غیرانتفاعی بینالود
- مؤسسه آموزش عالی حکیم طوس

### منطقه مرکزی استان
- دانشگاه نیشابور
- دانشگاه علوم پزشکی نیشابور
- دانشگاه آزاد اسلامی واحد نیشابور
- دانشگاه پیام نور مرکز نیشابور
- دانشگاه فرهنگیان دانشور نیشابور
- دانشگاه کشاورزی شهید رجایی نیشابور
- دانشگاه فنی و حرفه‌ای پسران نیشابور
- دانشگاه فنی و حرفه‌ای دختران نیشابور
- دانشگاه جامع علمی کاربردی نیشابور
- دانشگاه علمی و کاربردی خیام الکتریک نیشابور
- مؤسسه آموزش عالی فنی مهندسی سبحان نیشابور
- آموزشکده فنی و حرفه‌ای سما نیشابور
- دانشگاه پیام نور واحد دَرّود
- دانشگاه پیام نور واحد خور (خرو)
- دانشگاه پیام نور واحد قدمگاه
- دانشگاه پیام نور واحد سرولایت
- دانشگاه پیام نور واحد عشق آباد
- دانشگاه پیام نور واحد فیروزه
- مرکز آموزش عالی کاشمر
- دانشکده علوم پزشکی کاشمر
- دانشگاه پیام نور مرکز کاشمر
- دانشگاه آزاد اسلامی واحد کاشمر
- مؤسسه آموزش عالی جهاد دانشگاهی کاشمر

### منطقه غربی استان
- دانشگاه حکیم سبزواری سبزوار
- دانشکده علوم قرآنی سبزوار
- دانشگاه آزاد اسلامی واحد سبزوار
- دانشگاه علوم پزشکی سبزوار
- دانشگاه پیام نور سبزوار
- دانشگاه فرهنگیان علامه طباطبایی سبزوار
- آموزشکده فنی و حرفه‌ای سما سبزوار
- دانشگاه فنی حرفه ای پسران امام خمینی (ره) سبزوار
- دانشگاه فنی و حرفه ای دختران بقیةالله (عج) سبزوار
- دانشگاه جامع علمی کاربردی سبزوار- مرکز شماره ۱
- دانشگاه جامع علمی کاربردی سبزوار- مرکز شماره ۲
- دانشگاه جامع علمی کاربردی سبزوار- مرکز هلال احمر
- مؤسسه آموزش عالی غیرانتفاعی بیهق سبزوار
- مؤسسه آموزش عالی غیرانتفاعی ابن یمین سبزوار
- دانشکده پرستاری جوین
- دانشگاه پیام نور جوین
- دانشگاه آزاد اسلامی جوین
- دانشگاه پیام نور جغتای
- آموزشگاه بهورزی جغتای
- دانشگاه پیام نور داورزن
- دانشگاه پیام نور واحد بردسکن
- دانشگاه علمی کاربردی بردسکن
- دانشگاه آزاد اسلامی واحد بردسکن

### منطقه جنوبی استان
- دانشگاه تربت حیدریه
- دانشگاه علوم پزشکی تربت حیدریه
- دانشگاه پیام نور مرکز تربت حیدریه
- دانشگاه آزاد اسلامی واحد تربت حیدریه
- دانشکده فنی و حرفه ای تربت حیدریه
- دانشگاه علمی کاربردی تربت حیدریه
- آموزشکده فنی و حرفه ای سما واحد تربت حیدریه
- دانشگاه فرهنگیان تربت حیدریه
- مجتمع آموزش عالی گناباد
- دانشگاه پیام نور گناباد
- دانشگاه آزاد اسلامی مرکز بجستان
- دانشگاه پیام نور بجستان
- دانشگاه علوم پزشکی گناباد

### منطقه شمالی استان
- دانشگاه صنعتی قوچان[۱]
- دانشگاه آزاد اسلامی واحد قوچان[۲]
- دانشگاه مهندسی فناوری‌های نوین قوچان[۳]
- دانشگاه پیام نور مرکز قوچان[۴]
- دانشگاه جامع علمی کاربردی قوچان[۵]
- مجتمع آموزش عالی سلامت قوچان[۶]
- دانشکده فنی و حرفه‌ای پسران شهید رجایی قوچان
- دانشکده فنی و حرفه‌ای دختران قوچان
- دانشگاه فرهنگیان پردیس شهید کلاهدوز قوچان
- آموزشکده فنی و حرفه‌ای سما قوچان[۷]
- مؤسسه آموزش عالی اترک قوچان
- مؤسسه آموزش عالی حکیم نظامی قوچان[۸]
- آموزشکده فوریتهای پزشکی درگز
- دانشگاه آزاد اسلامی مرکز درگز
- دانشگاه پیام نور واحد درگز
- دانشگاه پیام نور واحد کلات

### منطقه شرقی استان
- دانشگاه پیام نور تربت جام
- دانشگاه آزاد اسلامی تربت جام
- دانشکده علوم پزشکی تربت جام
- مجتمع آموزش عالی کشاورزی و دامپروری تربت جام
- دانشگاه پیام نور تایباد
- دانشگاه آزاد اسلامی تایباد

## خراسان شمالی

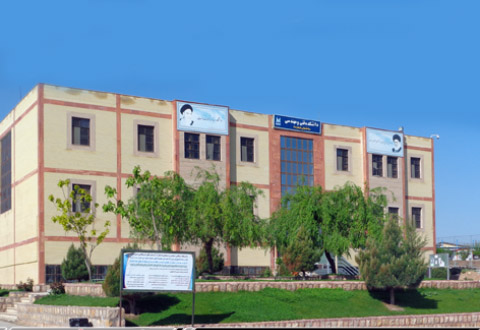
دانشکده فنی و مهندسی شماره یک، دانشگاه بجنورد

### بجنورد
- دانشگاه بجنورد
- دانشگاه کوثر(ویژه بانوان)
- دانشگاه علوم پزشکی و خدمات درمانی خراسان شمالی
- دانشگاه آزاد اسلامی واحد بجنورد
- دانشگاه پیام نور بجنورد
- دانشکده فنی و حرفه ای پسران دارالفنون بجنورد
- دانشکده فنی و حرفه ای خواهران انقلاب اسلامی بجنورد
- دانشکده علوم قرآنی بجنورد
- دانشگاه فرهنگیان- پردیس امام محمدباقر (ع)-بجنورد
- دانشگاه فرهنگیان- پردیس امام جعفر صادق (ع)-بجنورد
- مؤسسه آموزش عالی اشراق بجنورد
- مؤسسه آموزش عالی حکیمان بجنورد
- دانشگاه جامع علمی کاربردی جهاد دانشگاهی بجنورد
- دانشگاه علمی کاربردی بجنورد ۲
- دانشگاه علمی کاربردی جهاد کشاورزی بجنورد
- دانشگاه علمی کاربردی هلال احمر بجنورد
- دانشگاه علمی کاربردی همیاری شهرداری‌های بجنورد
- دانشگاه علمی کاربردی فنی و حرفه ای بجنورد
- دانشگاه علمی کاربردی بهزیستی بجنورد
- واحد علوم و تحقیقات دانشگاه آزاد اسلامی بجنورد
- مرکز سماء دانشگاه آزاد اسلامی بجنورد

### شیروان
- مجتمع آموزش عالی کشاورزی و منابع طبیعی شیروان (که از سال ۱۴۰۱ با دانشگاه بجنورد ادغام گردیده و اکنون یکی از دانشکده‌های زیر مجموعه آن می‌باشد. شایان ذکر است دیگر ردیف بودجه مستقل ندارد و این اتفاق در زمان نمایندگی علی جدی رخ داد که همزمان در اسفراین نماینده آن مانع رخداد اتفاق مشابه برای مجتمع آموزش عالی اسفراین گردید)
- دانشگاه غیرانتفاعی علم و ادب نوین شیروان (منحل گردید)
- دانشگاه علمی کاربردی شیروان
- دانشگاه پیام نور شیروان
- دانشگاه آزاد اسلامی واحد شیروان
- دانشکده پرستاری شیروان
- دانشکده فنی پسران پرفسور حسابی
- مؤسسه آموزش عالی علمی-کاربردی مهارت مرکز شیروان

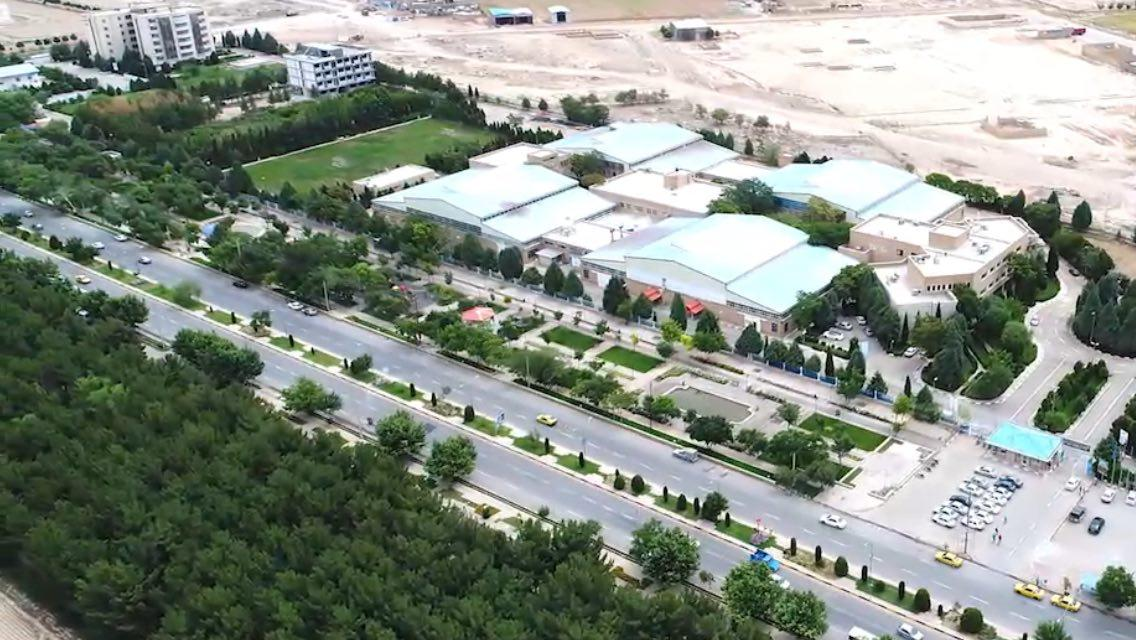
دانشگاه صنعتی اسفراین

- آموزشکده فنی و حرفه ای سما

### اسفراین
- دانشگاه آزاد اسفراین
- دانشگاه پیام نور اسفراین
- مجتمع آموزش عالی اسفراین

## خراسان جنوبی

### بیرجند
- دانشگاه بیرجند
- دانشگاه صنعتی بیرجند
- دانشگاه علوم پزشکی بیرجند
- دانشگاه فرهنگیان پردیس شهید باهنر (برادران)
- دانشگاه فرهنگیان پردیس امام سجاد (ع) (خواهران)
- دانشگاه پیام نور بیرجند
- دانشگاه آزاد اسلامی واحد بیرجند
- دانشگاه علمی کاربردی بیرجند۱
- دانشگاه علمی کاربردی بیرجند۲
- دانشگاه غیرانتفاعی هرمزان بیرجند

### فردوس
- دانشگاه آزاد اسلامی واحد فردوس
- مرکز آموزش عال‍ی بنت‌الهدی صدر فردوس
- دانشگاه جامع علمی و کاربردی واحد فردوس
- دانشگاه پیام نور واحد فردوس
- دانشگاه فنی فردوس
- دانشکده پیراپزشکی و بهداشت فردوس
- دانشگاه غیرانتفاعی پیروزان

### قاینات
- دانشگاه بزرگمهر قائن
- دانشکده پرستاری و مامایی قاین
- دانشگاه آزاد اسلامی مرکز قاینات
- دانشگاه پیام نور مرکز قاینات
- دانشکده فنی و حرفه ای پسرانه امام خمینی
- دانشگاه فرهنگیان
- مرکز جهاد دانشگاهی
- پیام نور واحد حاجی‌آباد
- پیام نور واحد خضری
- پیام نور واحد زهان

### طبس
- دانشکده پرستاری طبس

### قاین
- دانشگاه بزرگمهر قائن
- دانشکده پرستاری و مامایی قاین
- دانشگاه آزاد اسلامی مرکز قاین
- دانشگاه پیام نور مرکز قاین
- دانشکده فنی و حرفه ای
- دانشگاه فرهنگیان
- مرکز جهاد دانشگاهی
- پیام نور واحد خضری
- پیام نور واحد حاجی‌آباد
- پیام نور واحد زهان